# Metophthalmus sandersoni
Metophthalmus sandersoni es una especie de coleóptero de la familia Latridiidae.

## Distribución geográfica
Habita en Arkansas (Estados Unidos).